# Kaifeng
Kaifeng (chiń. 开封; pinyin Kāifēng) – miasto o statusie prefektury miejskiej we wschodnich Chinach, w prowincji Henan, w dolinie rzeki Huang He, na wschód od miasta Zhengzhou. W 2010 roku liczba mieszkańców miasta wynosiła 585 908. Prefektura miejska w 1999 roku liczyła 4 637 328 mieszkańców. Ośrodek szkolnictwa wyższego, rzemiosła artystycznego oraz przemysłu farmaceutycznego, metalowego, maszynowego, spożywczego i włókienniczego.

## Historia
Miasto było stolicą siedmiu dynastii. W 1642 roku miasto zostało zalane przez Huang He w wyniku otwarcia tam przez chłopskich powstańców pod dowództwem Li Zichenga. Zginęło wówczas 300 tysięcy ludzi.
W 1948 roku miejsce ważnej bitwy w okresie chińskiej wojny domowej.

## Zabytki oraz interesujące miejsca
- Żelazna Pagoda (Tie Ta) z epoki Song
- Pagoda Fan (Fan Ta)
- Stary Taras Muzyczny (Yuwantai)
- Pawilon Smoka (Longting)
- Świątynia Pierwszego Zarządcy, Ziyuo Lu (Xianggou Si) z 555 r. p.n.e.